# Distretto di Revúca
Il distretto di Revúca (okres Revúca) è un distretto della regione di Banská Bystrica, nella Slovacchia centrale.
Fino al 1918, il distretto faceva parte della contea ungherese di Gömör-Kishont.

## Geografia antropica
Il distretto è composto da 3 città e 39 comuni:

### Città
- Jelšava
- Revúca
- Tornaľa

### Comuni
- Chvalová
- Chyžné
- Držkovce
- Gemer
- Gemerská Ves
- Gemerské Teplice
- Gemerský Sad
- Hrlica
- Hucín
- Kameňany
- Leváre
- Levkuška
- Licince

- Lubeník
- Magnezitovce
- Mokrá Lúka
- Muráň
- Muránska Dlhá Lúka
- Muránska Huta
- Muránska Lehota
- Muránska Zdychava
- Nandraž
- Otročok
- Ploské
- Polina
- Prihradzany

- Rákoš
- Rašice
- Ratková
- Ratkovské Bystré
- Revúcka Lehota
- Rybník
- Sása
- Sirk
- Skerešovo
- Šivetice
- Turčok
- Višňové
- Žiar